# International Council of Community Churches
De International Council of Community Churches (Nederlands: Internationale Raad van Gemeenschapskerken) is een oecumenisch en wereldwijd samenwerkingsverband van gematigde protestantse en onafhankelijke katholieke kerkgemeenten. Het is de voornaamste organisatie van de Community Church movement, een beweging van niet aan enige kerkgenootschap gebonden is en die hun oecumenische gezindheid het best naar voren zien komen in het uitgangspunt "eenheid in verscheidenheid". De ICCC is aangesloten bij de Churches United in Christ, de National Council of Churches of Christ in the United States (de Amerikaanse Raad van Kerken) en de Wereldraad van Kerken. In 2009 telde de ICCC 137 kerkgemeenten met 69.276 leden. Hoewel de organisatie internationaal is, bevinden de meeste kerken zich in het middenwesten van de Verenigde Staten. Er zijn er ook een aantal in New York, Californië, Florida en in Canada. 
De ICCC ontstond in 1950 na de fusie van een Afro-Amerikaans met een overwegend blank samenwerkingsverband van zelfstandige gemeenten.
De ICCC kent geen credo. Hoog in het vaandel van de beweging staat de oecumenische gedachte, het bestrijden van racisme en het bieden van een platform voor kleine lokale gemeenten. Het hoofdkantoor is gevestigd in Frankfort, Illinois (VS).

## Verwijzingen
1. ↑  Gearchiveerde kopie. Gearchiveerd op 15 november 2012. Geraadpleegd op 7 oktober 2014.
2. ↑  https://web.archive.org/web/20150924032452/http://www.icccusa.com/default.cfm/PID%3D1.13.4
3. ↑  https://web.archive.org/web/20141012130738/http://www.icccusa.com/Library/upload/October%202012.pdf